# Elinor von Wallerstein
Elinor von Wallerstein (* 14. April 1907 in Wels, Oberösterreich; † 21. April 1985 in München) war eine österreichische Schauspielerin.

## Leben
Elinor von Wallerstein, auch Ellinor von Wallerstein, besuchte das Max-Reinhardt-Seminar in Wien. Sie gab ihr Bühnendebüt 1931 am Stadttheater Bremen, wo sie bis 1935 im Engagement war.
Von 1935 bis 1937 folgte ein Engagement am Theater Dortmund. In der Spielzeit 1935/36 spielte sie dort die Oberpostschaffnersfrau in der Komödie Krach im Hinterhaus von Maximilian Böttcher und die Tante Olympia in der westdeutschen Erstaufführung des Schauspiels Die Weiber von Redditz von Friedrich Forster-Burggraf. In der Spielzeit 1936/37 war sie am Stadttheater Dortmund als Mutter Wolffen in Der Biberpelz zu sehen. In der Spielzeit 1936/37 spielte sie außerdem „mit einer schönen, schalkhaft-komischen und klug berechnenden Fraulichkeit“ neben Hildegard Raupach, Gretel Grammerstorff und Ellen Mahlke in der Dortmunder Erstaufführung des Schauspiels Die vier Gesellen von Jochen Huth. Im Mai 1937 folgte die Rolle der Kaffeesiederin, der von Wallerstein „junonische Formen und das blutvoll-lebendige Gehabe einer streitbaren Witwe mitten aus dem Volke“ gab, in dem Volksstück Kleines Bezirksgericht von Otto Bielen. Als letzte Premierenrolle am Stadttheater Dortmund übernahm sie im Juni 1937 die Donna Angela in Dame Kobold.
In der Spielzeit 1937/38 war sie wieder am Stadttheater Bremen verpflichtet. Im September 1937 wirkte sie dort in der Uraufführung des Schauspiels Der Lord und die Gesellschaft von Hans Hellenberg mit. Im Januar 1938 folgte unter der Regie von Franz Reichert die Rolle der Zarin Alexandra Fjodorowna in der Uraufführung des Schauspiels Das Haus Romanow von Harald Bratt. Zur Spielzeit 1938/39 wurde sie als „Charakterdarstellerin“ ins Schauspielensemble der Städtischen Bühnen Frankfurt verpflichtet. Im Sommer 1939 trat sie bei den „Römerbergfestspielen“ als Ute in Die Nibelungen und, „derb-komisch“, als Marthe Schwerdtlein in Goethes Faust, 1. Teil auf.
Zur Spielzeit 1943/44 wurde sie als Nachfolgerin für das bisher von Mila Kopp vertretene Rollenfach an die Münchner Kammerspiele verpflichtet, wo sie bis zur kriegsbedingten vollständigen Schließung aller Theater [im August 1944] engagiert blieb. Im Oktober 1943 spielte sie dort die Rolle der Ehefrau Claudia in dem Lustspiel Der blaue Strohhut von Friedrich Michael. Ab Januar 1944 spielte sie dann an den Münchner Kammerspielen unter der Regie von Otto Falckenberg neben Friedrich Domin als Mephisto die „Frau Marthe“, die zu ihren besonderen Glanzrollen gehörte, in einer Neuinszenierung des Urfaust. Nach dem Zweiten Weltkrieg wurde sie zur Spielzeit 1945/46 erneut an die Münchner Kammerspiele verpflichtet.
In der Spielzeit 1947/48 war sie als Gastschauspielerin am „Theater der Jugend“ in Stuttgart engagiert.
Ab der Spielzeit 1948/49 war von Wallerstein festes Ensemblemitglied am Bayerischen Staatsschauspiel in München, wo sie, teilweise mit längeren Unterbrechungen, bis Anfang der 1980er Jahre auftrat. Von 1954 bis 1962 war sie am Stadttheater Augsburg engagiert. Von 1962 bis 1983 war sie festes Mitglied des Bayerischen Staatsschauspiels in München. 1965 war sie Heros Mutter in einer Inszenierung von Franz Grillparzers Schauspiel Des Meeres und der Liebe Wellen im Münchner Cuvilliés-Theater. In der Spielzeit 1976/77 spielte sie am Bayerischen Staatsschauspiel in München die Kammerfrau der Lady Macbeth in einer Neuinszenierung von Macbeth (Regie: Dietrich Haugk).
Elinor von Wallersteins Repertoire auf der Bühne reichte von den Klassikern über Hugo von Hofmannsthal, Johann Nestroy und Frank Wedekind bis zur Moderne.
Ab Anfang der 1950er Jahre war von Wallerstein auch in einigen Kinofilmen sowie in Fernsehproduktionen zu sehen. Ihre Filmkarriere begann mit zwei Mütterrollen in den Märchenfilmen Zwerg Nase (1953) und Rotkäppchen (1954). Unter der Regie von Max Ophüls spielte sie in dessen Historienfilm Lola Montez (1955) mit. In einer Fernsehverfilmung des Bayerischen Rundfunks übernahm sie 1955 die Rolle der Anna Andrejewna in der Komödie Der Revisor. In dem Heimatfilm Die Geierwally (1956) war sie als „Lammwirtin“ zu sehen. Ab Mitte der 1960er Jahre widmete sich von Wallerstein fast ausschließlich dem Fernsehen. In der ersten Folge der Kriminalserie Derrick, mit dem Titel Waldweg (1974), war sie als Lehrerin „Frau Baumann“ zu sehen. In dem Bauernschwank Heirat auf Befehl (1975) spielte sie unter der Regie von Kurt Wilhelm an der Seite von Erni Singerl und Evelyn Palek.
Neben ihrer Tätigkeit als Schauspielerin arbeitete sie beim Bayerischen Rundfunk intensiv als Sprecherin für Hörspiele. Unter der Regie von Willy Purucker wirkte sie 1957 in der Hörspielfassung von Die Abenteuer des braven Soldaten Schwejk mit. 1958 übernahm sie in München in einer Rundfunkproduktion der Operette Gräfin Mariza die Sprechrolle der Fürstin Božena Guddenstein zu Clumetz. 1959 war sie im einzigen Paul-Temple-Krimi des BR, Paul Temple und der Conrad-Fall von Francis Durbridge, zu hören. 1959 übernahm sie die Rolle der Mrs. Bennett in einer Hörspielfassung des Romans Stolz und Vorurteil. 1965 wirkte sie als Mrs. Shounders in dem Kriminalhörspiel Trommeln gehört zum Handwerk aus der Romanserie Gestatten, mein Name ist Cox mit. 1969 nahm sie für den Bayerischen Rundfunk das Kriminalhörspiel Besuch ohne Anmeldung von Arnold E. Ott auf. 1971 wirkte sie, wiederum für den Bayerischen Rundfunk, in dem Abenteuerhörspiel Die Pferdediebe von Arkansas von Paul Alverdes nach dem Roman Die Regulatoren in Arkansas von Friedrich Gerstäcker mit. Für den Österreichischen Rundfunk nahm sie 1970 das Hörspiel Maxine von Wolfgang Hildesheimer auf.

## Rollen am Bayerischen Staatsschauspiel (Auswahl)
(Anmerkung:)

### Theater am Brunnenhof
- 1947/48: Einladung aufs Schloß (von Jean Anouilh), Rolle: Mutter, Regie: Fritz Peter Buch
- 1948/49: Der zerbrochne Krug (von Heinrich von Kleist), Rolle: Frau Brigitte, Regie: Georg Philipp
- 1948/49: Undine (von Jean Giraudoux), Rolle: Königin, Regie: Hellmuth Renar
- 1949/50: Moral (von Ludwig Thoma), Rolle: Lina Beermann, Regie: Gerd Brüdern
- 1949/50: Die leichten Herzens sind (von Emlyn Williams), Rolle: Frau Lothian, Regie: Robert Michal
- 1949/50: Nora oder Ein Puppenheim (von Henrik Ibsen), Rolle: Frau Linde, Regie: Jürgen Fehling
- 1950/51: Alle meine Söhne von Arthur Miller, Rolle: Susie, Regie: Hermann Wenninger

### Residenztheater
- 1950/51: Gesang im Feuerofen (von Carl Zuckmayer), Rolle: Flüchtlingsfrau, Regie: Heinz Hilpert
- 1951/52: Emilia Galotti (von Gotthold Ephraim Lessing), Rolle: Claudia Galotti, Regie: Wolfgang Liebeneiner
- 1951/52: Theaterg’schichten (von Johann Nestroy), Rolle: Katharin, Regie: Alois Johannes Lippl
- 1951/52: Das große Abc (von Marcel Pagnol), Rolle: Baronin Pitard Veiguiolles, Regie: Hellmuth Renar
- 1951/52: Die heilige Johanna (von George Bernard Shaw), Rolle: Herzogin von Trémouille, Regie: Ernst Ginsberg
- 1951/52: Venus im Licht (von Christopher Fry), Rolle: Hilda Taylor-Snell, Regie: Oskar Wälterlin
- 1951/52: Lysistrata (von Hans José Rehfisch), Rolle: Melitta, Regie: Arnulf Schröder
- 1952/53: Die Schneekönigin (von Jewgenij Schwarz), Rolle: Ein weiblicher Räuberhauptmann, Regie: Hermann Wenninger
- 1952/53: Bernarda Albas Haus (von Federico García Lorca), Rolle: Prudencia, Regie: Erich-Fritz Brücklmeier
- 1952/53: Scherz, Satire, Ironie und tiefere Bedeutung (von Christian Dietrich Grabbe), Rolle: Großmutter des Teufels, Regie: Bruno Hübner
- 1952/53: Juno und der Pfau (von Sean O’Casey), Rolle: Frau Maisie Madigan, Regie: Ernst Ginsberg
- 1952/53: Der Richter von Zalamea (von Pedro Calderón de la Barca), Rolle: Marketenderin Chispa, Regie: Kurt Horwitz
- 1953/54: Die Soldaten (von Jakob Michael Reinhold Lenz), Rolle: Madame Bischof, Regie: Ernst Ginsberg
- 1953/54: Der konfuse Zauberer (von Johann Nestroy), Rolle: Madame Comifo, Regie: Bruno Hübner
- 1961/62: Judith (von Jean Giraudoux), Rolle: Vorsängerin, Regie: Gerd Brüdern
- 1962/63: Der Biberpelz (von Gerhart Hauptmann), Rolle: Frau Motes, Regie: Kurt Horwitz
- 1962/63: Das Mädl aus der Vorstadt (von Johann Nestroy), Rolle: Madame Storch, Regie: Kurt Meisel
- 1962/63: Camino Real (von Tennessee Williams), Rolle: La Madrecita de los Perdidos, Regie: Gerd Brüdern
- 1962/63: Cyrano de Bergerac (von Edmond Rostand), Rolle: Lise, Regie: Kurt Meisel
- 1963/64: Macbeth (von William Shakespeare), Rolle: Kammerfrau, Regie: Axel von Ambesser
- 1963/64: Frühlings Erwachen (von Frank Wedekind), Rolle: Frau Bergmann, Regie: Gerd Brüdern
- 1964/65: Der Sturm (von William Shakespeare), Rolle: Juno, Regie: Detlef Sierck
- 1965/66: Ein Monat auf dem Lande (von Iwan Turgenjew), Rolle: Anna Semjonowna, Regie: Kurt Meisel
- 1966/67: Drei Schwestern (von Anton Tschechow), Rolle: Anfissa, Regie: Heinz Hilpert
- 1969/70: Der Fächer (von Carlo Goldoni), Rolle: Signora Geltruda, Regie: Eberhard Pieper
- 1969/70: Coriolan, ein Heldenleben (von Hans Hollmann, frei nach William Shakespeare), Rolle: Caelia, Regie: Hans Hollmann
- 1970/71: Die Küche (von Arnold Wesker), Rolle: Anne, Regie: Axel von Ambesser
- 1970/71: Italienische Nacht (von Ödön von Horvath), Rolle: Dvorakische, Regie: Dieter Hackemann
- 1971/72: Strategen der Liebe (von George Farquhar), Rolle: Lady Bountiful, Regie: Wolf Vollmar
- 1972/73: Die Abenteuer des braven Soldaten Schwejk (von Jaroslav Hašek), Rollen: Gesellschaftsdame / Alte Frau, Regie: Kurt Meisel
- 1972/73: Einen Jux will er sich machen (von Johann Nestroy), Rolle: Frau Gertrud, Regie: Kurt Meisel
- 1976/77: Macbeth (von William Shakespeare), Rolle: Edelfrau, Regie: Dietrich Haugk
- 1978/79: Die Choephoren (von Aischylos), Rolle: Die Amme Kilissa, Regie: Franco Enriquez

### Cuvilliés-Theater
- 1964/65: Der Meeres und der Liebe Wellen (von Franz Grillparzer), Rolle: Heros Mutter, Regie: Heinz Hilpert
- 1966/67: Das Gold von Bayern (von Reinhard Raffalt), Rolle: Äbtissin, Regie: Bruno Hübner
- 1971/72: In seinem Garten liebt Don Perlimplin Belisa (von Federico García Lorca), Rolle: Belisas Mutter, Regie: Helmut Henrichs
- 1971/72: Boubouroche (von Georges Courteline), Rolle: Mme Amédée, Regie: Helmut Henrichs

## Filmografie
- 1953: Zwerg Nase
- 1954: Rotkäppchen
- 1955: Der Revisor (TV)
- 1955: Lola Montez
- 1956: Die Geierwally
- 1958: Die Landärztin
- 1960: Endstation Rote Laterne
- 1963: Schwäbische Geschichten (TV-Serie)
- 1965: Des Meeres und der Liebe Wellen (TV)
- 1965: Nachtfahrt (TV)
- 1967: Leuchtfeuer (TV)
- 1967: Der Kreidegarten (TV)
- 1967: Das Gold von Bayern (TV)
- 1967: Dichters Ehrentag (TV)
- 1968: Rosalinde (TV)
- 1968: Detektiv Quarles (TV-Serie)
- 1969: Die Kleinbürgerhochzeit (TV)
- 1971: Tiefe blaue See (TV)
- 1974: Mordkommission (TV-Serie)
- 1974: Derrick: Waldweg (TV-Serie Derrick)
- 1975: Heirat auf Befehl (TV)
- 1978: Seehundskomödie (TV)